# 拓跋屈 (元城侯)
拓跋屈（?—?），北魏宗室、官员。

## 生平
拓跋屈在父亲拓跋泥死后袭爵为文安公，魏明元帝拓跋嗣时期位居门下省，传达皇帝的诏命。拓跋屈的性格聪明敏捷，善于进奏事情，经常符合皇帝的旨意，获賜爵元城侯，加功劳将军，魏明元帝诏令长孙嵩和北新侯安同、山阳侯奚斤、白马侯崔玄伯、元城侯拓跋屈等八人坐在止车门右，共同听取朝廷的事务，当时的人称之为八公。永兴二年（410年），魏明元帝认为郡国的豪强成为民众的大祸害，就优厚的诏令征召他们。民众多留恋本土，而官吏逼迫遣送。于是轻浮的年轻人因而互相煽动，在各地聚集。西河郡、建兴郡的盗贼一起闹事，太守县令讨伐他们不能禁止。魏明元帝引见崔玄伯和北新侯安同、寿光侯叔孙建、元城侯拓跋屈等人询问说：“之前因为这些人凶残作乱骚扰民众，所以正找他们到京城，而太守县令安抚失策，致使有人逃窜。现在犯罪的人已多，不可以全部杀死，我想大赦来赦免他们，你们以为怎么样？”拓跋屈说：‘民众逃亡不治罪反而赦免他们，好像是对下面有所求，不如先诛杀首恶分子，赦免他们的同党。”崔玄伯说：“君王治理天下，以安定民众为根本，哪能顾及小的是非曲直呢？好比琴瑟不和谐，一定要重新上弦调整松紧；法度不公平，也必须荡除后再制定。赦免虽然不是正道，而可以变通施行，从秦汉以来，无不相继。拓跋屈说先杀后赦，导致两项都不能舍弃，哪里比得上施行一项就安定下来？如果赦免而仍不改正的，再诛杀也不晚。”魏明元帝听从了崔玄伯的意见。永兴四年七月己巳（412年8月23日），魏明元帝东巡，命令拓跋屈代理右丞相，山阳侯奚斤代理左丞相，魏明元帝命令两人掌管军队和国家大事，两人都很有声誉。永兴五年五月庚戌，魏明元帝派遣拓跋屈率领三千军队镇守并州。同年六月，濩泽县百姓刘逸自号征东将军、三巴王，设置官署，进攻逼迫建兴郡，拓跋屈等人将刘逸讨伐平定。永兴五年十月，吐京胡和離石胡出以兵等人反叛，设置將校，向外招引赫連勃勃的军队。十月丁巳（413年12月4日），拓跋屈统领会稽公劉潔、永安侯魏勤抵御，魏勤在军阵中战死，劉潔落马，被胡人抓住送给赫连勃勃，只有拓跋屈的部众仍然存在。魏明元帝因为拓跋屈损失两名将军，想要将他处斩。当时并州刺史拓跋六頭荒淫懈怠，魏明元帝就赦免拓跋屈让他代理并州刺史。拓跋屈纵情饮酒很荒废政务，魏明元帝清算拓跋屈前后过失，用囚车将他召回，在街市斩首。

## 家庭

### 父亲
- 拓跋泥，北魏安东将军、文安公

### 儿子
- 拓跋磨浑，北魏定州刺史、长沙公